# 믹셀
《믹셀》(Mixels)은 카툰 네트워크에서 방송된 미국의 코미디 단편 애니메이션 시리즈다. 《틴 타이탄 GO!》와 함께 2014년 2월 11일 첫 방송되었다. 이전 레고 시리즈인 《닌자고》와 《키마의 전설》은 CGI 애니메이션인 반면, 《믹셀》은 툰붐 하모니 소프트웨어를 사용해 만들어졌다.
2014년 3월 4일, 카툰 네트워크는 모바일 애플리케이션 게임 《믹셀 총집합》(Calling All Mixels)를 출사하였고, 이보다 앞선 날에 레고와 카툰 네트워크는 사람들이 믹셀에 관심을 가질 수 있도록 믹셀에 대한 정보를 각각 자사의 홈페이지에 소개하였다.

## 개요
믹셀은 모험과 궁금증으로 가득 찬 꿈의 나라에 살고 있고 매우 다양하며 재미를 추구하는 부족들로 이루어져 있다. 이들은 부족마다 서로 다른 색상의 배열을 가지며, 큐빗을 이용해 두 믹셀들과 합치는 믹스, 같은 부족의 세 믹셀들과 합치는 맥스, 그리고 머프(murp: 서로 믹스한 것이 잘못된 경우)가 어떠한 상황에서든 가능하다. 때때로 작고 악마같은 닉셀들이 이를 방해하기도 한다. 믹셀 세계에 있는 많은 것들은 서로 다른 두 가지의 조합으로 이루어져 있다.

## 등장인물

### 믹셀

#### 인퍼나이트
- 플레인 (성우: 톰 케니) − 인퍼나이트에서 가장 똑똑하여 항상 올바른 판단을 내리려 노력한다.
- 벌크 (성우: 제스 하넬)
- 조르쉬 (성우: 데이빗 P. 스미스)

#### 크랙스터
- 크래더 (성우: 데이빗 P. 스미스)
- 사이즈모 (성우: 톰 케니)
- 셔프 (성우: 제스 하넬)

#### 일렉트로이드
- 테슬로 (성우: 톰 케니)
- 잽토 (성우: 제스 하넬)
- 볼렉트로 (성우: 데이빗 P. 스미스)

#### 프로스티콘
- 플러 (성우: 필 라마)
- 슬럼보 (성우: 프레드 타타시오르)
- 렁크 (성우: 빌리 웨스트)

#### 팡강
- 조그 (성우: 프레드 타타시오르)
- 곱바 (성우: 빌리 웨스트)
- 촘리 (성우: 필 라마)

#### 플렉서
- 크로우
- 텐트로 (성우: 필 라마)
- 볼크 (성우: 빌리 웨스트)

#### 글롭코프
- 글롬프 (성우: 맷 테일러)
- 글러트 (성우: 범퍼 로빈슨)
- 토르트 (성우: 카를로스 알라자퀴)

#### 스피켈스
- 푸티 (성우: 범퍼 로빈슨)
- 후기 (성우: 맷 테일러)
- 스콜피

#### 위차스틱
- 메스모 (성우: 카를로스 알라자퀴)
- 매그니포 (성우: 브라이언 스테파넥)
- 위즈워즈 (성우: 범퍼 로빈슨)

### 닉셀
닉셀은 믹셀이 하는 일에 나타나 항상 참견하는 훼방꾼이다. 닉셀들은 자신들이 믹셀보다 훨씬 뛰어나다고 생각한다.
- 대장 닉셀 (성우: 프레드 타타시오르/최한) - 닉셀 무리의 대장이며, 다른 닉셀들과 달리 제대로 말을 할 수 있다. 성질이 급해 다른 닉셀을 발로 차거나 던지는 등 예의없이 대한다.

## 에피소드
| 시즌 | 시즌 | 회수 | 방송 날짜       | 방송 날짜       |
| 시즌 | 시즌 | 회수 | 시즌 시작       | 시즌 종료       |
| ---- | ---- | ---- | --------------- | --------------- |
|      | 1    | 22   | 2014년 2월 12일 | 2014년 8월 31일 |
|      | 2    | 9    | 2015년 3월 9일  | 2016년 10월 1일 |

## 같이 보기
- 레고 무비